# Jules Putzeys
Jules (of Julius) Antoine Adolphe Henri Putzeys (Luik, 1 mei 1809 - Elsene, 2 januari 1882) was een Belgisch
magistraat en entomoloog. Hij behaalde reeds als negentienjarige de graad van doctor in de wetenschappen en werd nadien doctor in de rechten. Hij begon zijn carrière aan het hof van beroep in Luik en nadien werd hij substituut van de procureur des Konings in Aarlen. In 1840 ging hij naar het ministerie van justitie in Brussel, waar hij in 1858 benoemd werd tot secretaris-generaal. Hij was een expert in gerechtelijke statistiek en vertegenwoordigde vanaf 1844 Justitie in de Commission centrale de statistique. In 1879 werd hij zelfs benoemd tot regeringscommissaris voor algemene en internationale statistiek. Hij werd gepensioneerd in 1880.
In 1851 werd hij benoemd tot ridder in de Leopoldsorde en in 1871 tot commandeur.
Daarnaast was Putzeys een gerespecteerd amateur-entomoloog, gespecialiseerd in de studie van kevers. Hij beschreef vele keversoorten en -geslachten. Hij was een goede vriend van baron Maximilien de Chaudoir (1816-1881), een van de beroemdste coleopteristen van de 19e eeuw.
Zijn collectie kevers bevindt zich in het Koninklijk Belgisch Instituut voor Natuurwetenschappen in Brussel.

## Publicaties
Tot zijn publicaties op het gebied van de entomologie behoren:
- "Prémices entomologiques", Luik, 1845 - waarin hij onder meer Calleida basalis en Lebia longipennis beschrijft.
- "Monographie des Clivina et genres voisins", Luik, 1846 - met onder meer de beschrijving van de geslachten Ardistomis, Aspidoglossa, Schizogenius en Stratiotes en vele soorten daarvan.
- "Révision générale des Clivinides", Brussel, 1867
- "Monographie des Amara de l'Europe et des pays voisins", 1870
- "Monographie des Calathides", 1873

- Author citation (botany): Putz.
- Gemeinsame Normdatei: 10437537X
- International Standard Name Identifier: 0000 0000 0410 9012
- Système universitaire de documentation: 152344780
- Virtual International Authority File: 66902046
- WorldCat: E39PBJqk7wfRc7KhRdJqyDvCQq